# Catherine Durandin
Catherine Durandin est une historienne française. Elle est normalienne, agrégée d'histoire et docteure ès lettres (histoire). Elle est professeure (aujourd'hui émérite) à l'INALCO (Langues'O) et à l'IPRIS (IRIS) sur les Balkans, la Roumanie et les États-Unis. Elle est également experte au ministère de la défense et romancière.
Elle a été faite chevalier de la Légion d'honneur en 2006. 

## Publications
- Une mort roumaine, roman, Paris, 1988
- Révolution à la française ou à la russe, PUF, 1989
- Ceauşescu, vérités et mensonges d'un roi communiste, Albin Michel, 1990
- Histoire des Roumains, Fayard, 1995
- La France contre l'Amérique, PUF, 1994
- Les États-Unis, grande puissance européenne
- Histoire de la nation roumaine, Complexe, 1994
- La Trahison roumaine L'Aube, 1996
- Le bel été des camarades, roman, Michalon, 1999
- Bucarest, mémoires et promenades, Hesse, 2000
- Roumanie, un piège ?, Hesse, 2000
- La dynastie des Bush, Grancher, 2003  (ISBN 2-73390840-5)
- La CIA en guerre, Grancher, 2003
- Nixon - Le président maudit, Grancher, 2001
- Europe, l'utopie et le chaos, Armand Colin, 2005  (ISBN 2-200-26846-7)
- La Roumanie post 1989, (Catherine Durandin, Zoe Petre (en)), L'Harmattan, 2008  (ISBN 978-2-296-05493-6)
- La mort des Ceauşescu : la vérité sur un coup d'État communiste, (Catherine Durandin et Guy Hoedts), Bourin, 2009  (ISBN 978-2849411483)
- Que veut la Russie ?, Bourin, 2010  (ISBN 978-2-84941-199-5)
- Le Déclin de l’armée française, Bourin, 2013  (ISBN 978-2-84941-364-7)
- Julien, la mère et l’amante, Dacres, 2013  (ISBN 979-10-92247-07-7)
- Ismène.Point., Dacres, 2015  (ISBN 979-10-92247-14-5)[2]
- La Guerre froide, coll. « Que sais-je ? » no 4042, PUF, 2016, 125 p.  (ISBN 978-271-541523-2)
- OTAN, Histoire et fin ? Ed. Diploweb, 2013 Télécharger ici

## Distinctions
- Chevalier de la Légion d'honneur